# Lancaster Park
Lancaster Park fu un impianto sportivo multifunzione di Christchurch, in Nuova Zelanda.
Nato per il cricket e, in seguito, maggiormente utilizzato per il rugby, ospitò eventi sportivi di rilievo quali la Coppa del Mondo di rugby 1987 e, in un passato remoto, il Challenge Round della Coppa Davis 1911.
Circa un anno dopo la fine dei lavori di ampliamento che ne avevano portato la capienza a quasi 40 000 posti in vista della Coppa del Mondo di rugby 2011, lo stadio fu seriamente danneggiato dal terremoto che colpì Christchurch a febbraio 2011.
Dopo sei anni di inutilizzo durante i quali fu rimpiazzato dal Rugby League Park, a causa degli eccessivi costi da sostenere per il recupero dalle lesioni riportate la città di Christchurch ne decise nel 2017 la demolizione, che fu portata a termine tra giugno 2018 e ottobre 2019.
Fu noto anche con i nomi commerciali di Jade Stadium e AMI Stadium, rispettivamente ragioni sociali di una software house e di una compagnia di assicurazioni.

## Storia
Lo stadio nacque per iniziativa di un mediatore immobiliare di Christchurch, Edward Stevens, nativo di Salford in Inghilterra e trasferitosi in Nuova Zelanda a 21 anni nel 1858: questi, che aveva introdotto il cricket nella regione di Canterbury, comprò insieme a un suo partner commerciale, Arthur Ollivier, un terreno di proprietà del farmacista Benjamin Lancaster, da cui il nome dell'impianto che ivi sorse; il terreno scelto fu un appezzamento della superficie di 11 acri (circa 44000 m²) pagato 260 sterline ad acro; il costo totale, tra acquisto del terreno e costruzione dell'impianto, fu di circa 7000 £.
Il terreno di gioco prevedeva già delle soluzioni tecniche frutto di ingegneria accurata: un sistema di drenaggio a tubature disposte diagonalmente convogliava le acque reflue verso un collettore centrale per il loro smaltimento, sì da permettere condizioni ottimali di gioco in ogni parte del campo.

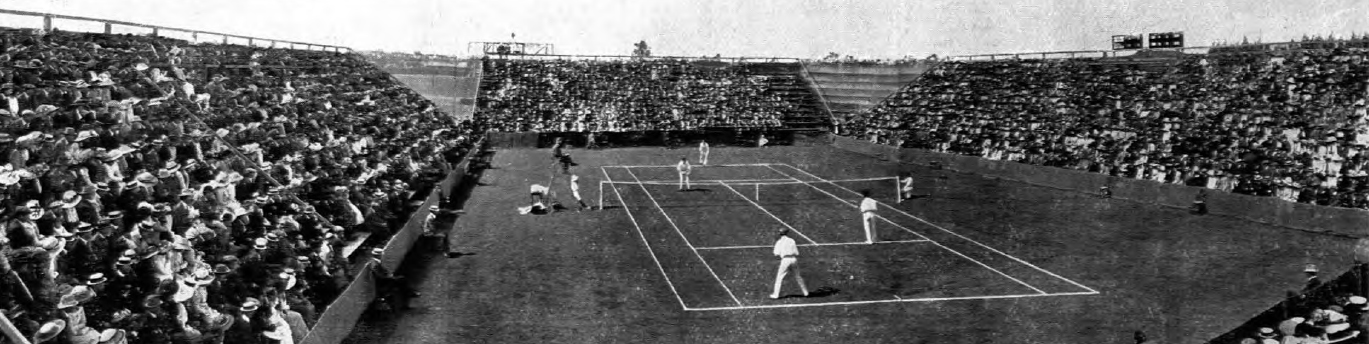
Un'immagine della finale di Coppa Davis 1911

Il 15 ottobre 1881 l'impianto fu inaugurato e il 22 successivo ospitò la prima partita di cricket; il rugby arrivò nel 1882 quando Canterbury batté a domicilio gli australiani del N. Galles del Sud.
A febbraio 1904 l'associazione provinciale crickettistica di Canterbury, CCA, rilevò lo stadio per la cifra di 10 000 sterline, cercando di coinvolgere nell'operazione anche la provincia rugbistica, che tuttavia rifiutò di assumersi impegni economici; CCA contrasse quindi un mutuo di 4 000 sterline che tuttavia divenne troppo oneroso per crescita di interessi e calo di incassi; nel 1911 finalmente Canterbury RFU giunse in soccorso e condivise mutuo e proprietà del Lancaster Park.
Tra il primo e il 3 gennaio 1912 lo stadio fu sede della finale della Coppa Davis 1911: ivi si incontrarono i difensori del titolo, la squadra unificata dell'Australasia (Australia e Nuova Zelanda) contro gli sfidanti degli Stati Uniti; la finale avrebbe dovuto tenersi nei tre giorni finali del 1911 ma un nubifragio che rese il campo in erba impraticabile forzò il posticipo degli incontri all'inizio del nuovo anno; gli australoasiatici vinsero la contesa 4-0 e mantennero la Coppa.
Nonostante l'intervento della federazione rugbistica provinciale, sullo stadio continuarono a gravare debiti finché, nel 1920, con una kermesse postbellica finalizzata alla raccolta fondi, fu possibile raccogliere 12 000 sterline che liberarono finalmente lo stadio da ogni vincolo e lo sollevarono dal rischio di essere venduto e demolito per ricavare abitazioni civili sulla sua area.
Tra il 1957 e il 1965 la capacità dello stadio fu espansa a circa 39 000 posti, e sostanzialmente con tale configurazione ricevette i British Lions nel corso del loro tour del 1971, il primo e, al 2019, unico vinto in Nuova Zelanda, anche se al Lancaster Park furono gli All Blacks a vincere l'incontro.

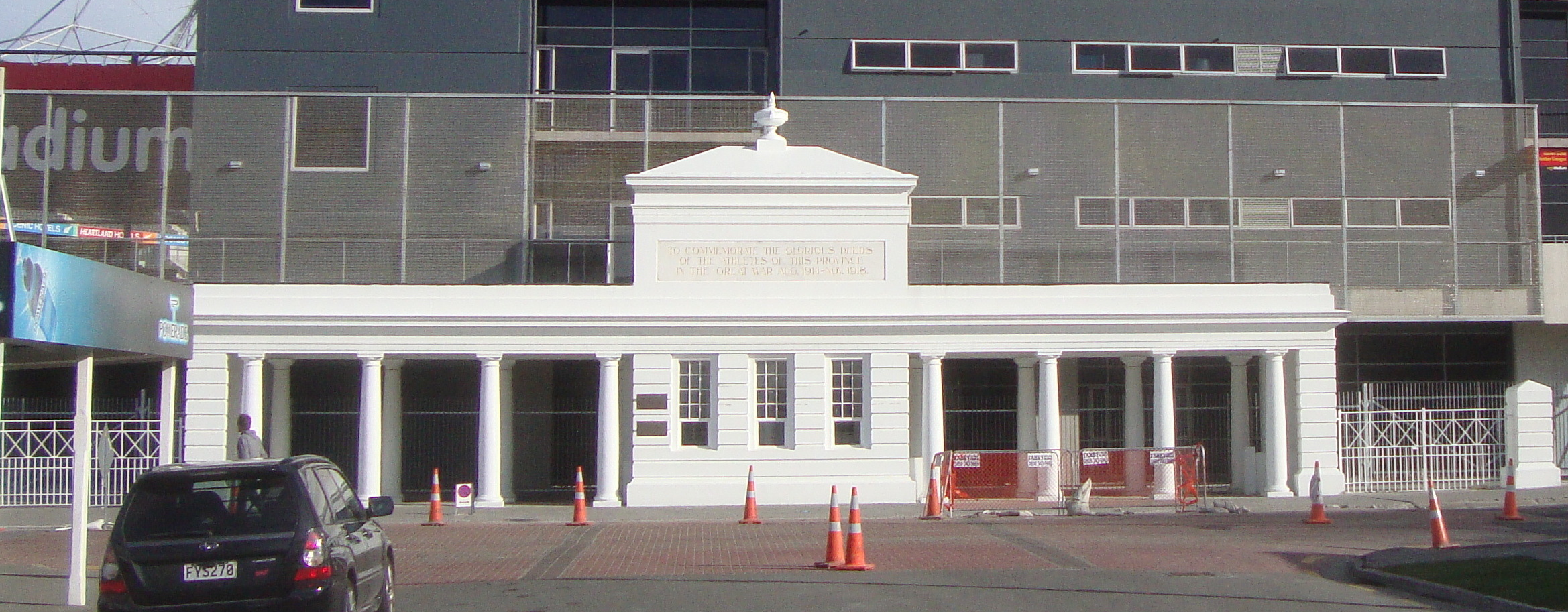
Il Memorial Entrance Gate, memoriale della prima guerra mondiale, unica struttura sopravvissuta alla demolizione dello stadio

Nel 1981, come primo impianto ad accogliere la serie di test match tra la nazionale del Sudafrica in tour e gli All Blacks, Lancaster Park fu sede di accese proteste degli attivisti locali contro la presenza degli Springbok in quanto rappresentanti di un Paese sotto bando internazionale per via delle politiche razziste di segregazione tra popolazione euro-africana e quella di colore.
Sebbene il picco d'intensità delle dimostrazioni fosse ben al di là dall'essere raggiunto (cosa che avvenne a Eden Park ad Auckland quasi un mese più tardi), Lancaster Park fu teatro di un tentativo di invasione del campo al fine di impedire lo svolgimento dell'incontro: la polizia temette una reazione violenta degli spettatori paganti sugli spalti, che iniziarono a lanciare bottiglie piene e blocchetti di cemento divelti dal muro contro i dimostranti, e si adoperò per impedire l'invasione di campo soprattutto a tutela di questi ultimi.
Nel 1987 ospitò tre incontri della fase a gironi e un quarto di finale della prima edizione della Coppa del Mondo di rugby, quello tra Nuova Zelanda e Scozia vinto 30-3 dagli All Blacks.
Cinque anni più tardi ospitò due incontri della fase a gironi della Coppa del Mondo di cricket 1992.
Nel 1995 fu dotato di una nuova tribuna, la Hadlee Stand, capace di 17 000 posti a sedere e dalla stagione successiva iniziò a ospitare gli incontri dei Crusaders, la squadra che rappresenta Canterbury nel Super Rugby.
Nel 1998, per la prima volta, fu ceduto il diritto di naming a uno sponsor, la Jade Corporation, azienda produttrice di software, che diede a Lancaster Park il nome di Jade Stadium.
Tale accordo durò 9 anni fino alla stipula, nell'agosto 2007, di un nuovo contratto di sponsorizzazione con AMI Insurance Ltd, una compagnia privata di assicurazioni, che diede all'impianto il nome di AMI Stadium e finanziò il piano di ristrutturazione e di ampliamento della struttura in vista della Coppa del Mondo di rugby 2011 che era stata assegnata alla Nuova Zelanda.

### Il terremoto del 2011

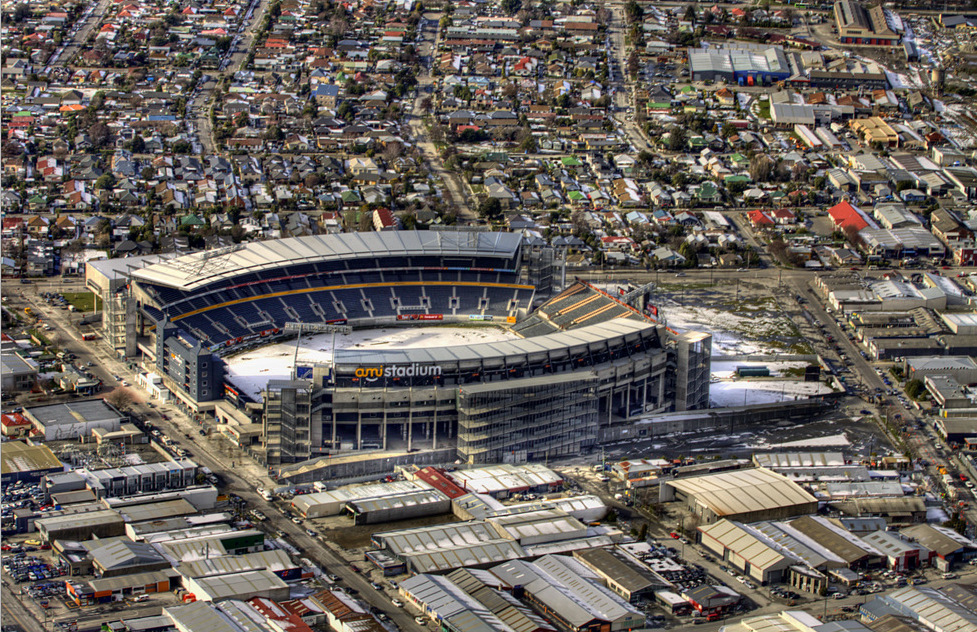
Vista aerea del luglio 2011 che mostra l'impianto danneggiato

I lavori terminarono a gennaio 2010 e dotarono lo stadio di quasi 40 000 posti; tredici mesi più tardi, il 22 febbraio 2011, Christchurch fu colpita da un sisma di magnitudo 6,3 che distrusse numerosi edifici e altri ne lasciò gravemente danneggiati: tra questi proprio l'AMI Stadium la cui tribuna Hadlee fu dichiarata inagibile e da demolire indipendentemente da ogni altra considerazione su un possibile salvataggio della struttura: la liquefazione del terreno, infatti, oltre ad alterare il livellamento del piano di gioco, aveva provocato l'inclinazione delle tribune, e le perizie tecniche che furono effettuate servirono a valutare la possibilità di recupero.
Nel frattempo, a marzo 2011, fu stabilito ufficialmente che Christchurch non avrebbe potuto ospitare la Coppa del Mondo, i cui incontri da tenersi al Lancaster Park furono redistribuiti sulle altre sedi.
Sei anni più tardi, nel marzo 2017, quando all'epoca era già stato ristrutturato un impianto alternativo, il Rugby League Park, dalla perizia presentata al consiglio municipale di Christchurch emerse che i costi da sostenere per recuperare Lancaster Park oscillavano i 252 e i 275 milioni di NZ$ (tra i 163 e i 178 milioni di euro al cambio dell'epoca) con un esborso stimato tra i 39 e i 49 milioni di NZ$ (25-31 milioni di euro) solo per puntellare le fondamenta con iniezioni di cemento.
Il consiglio municipale decise quindi la demolizione dello stadio.

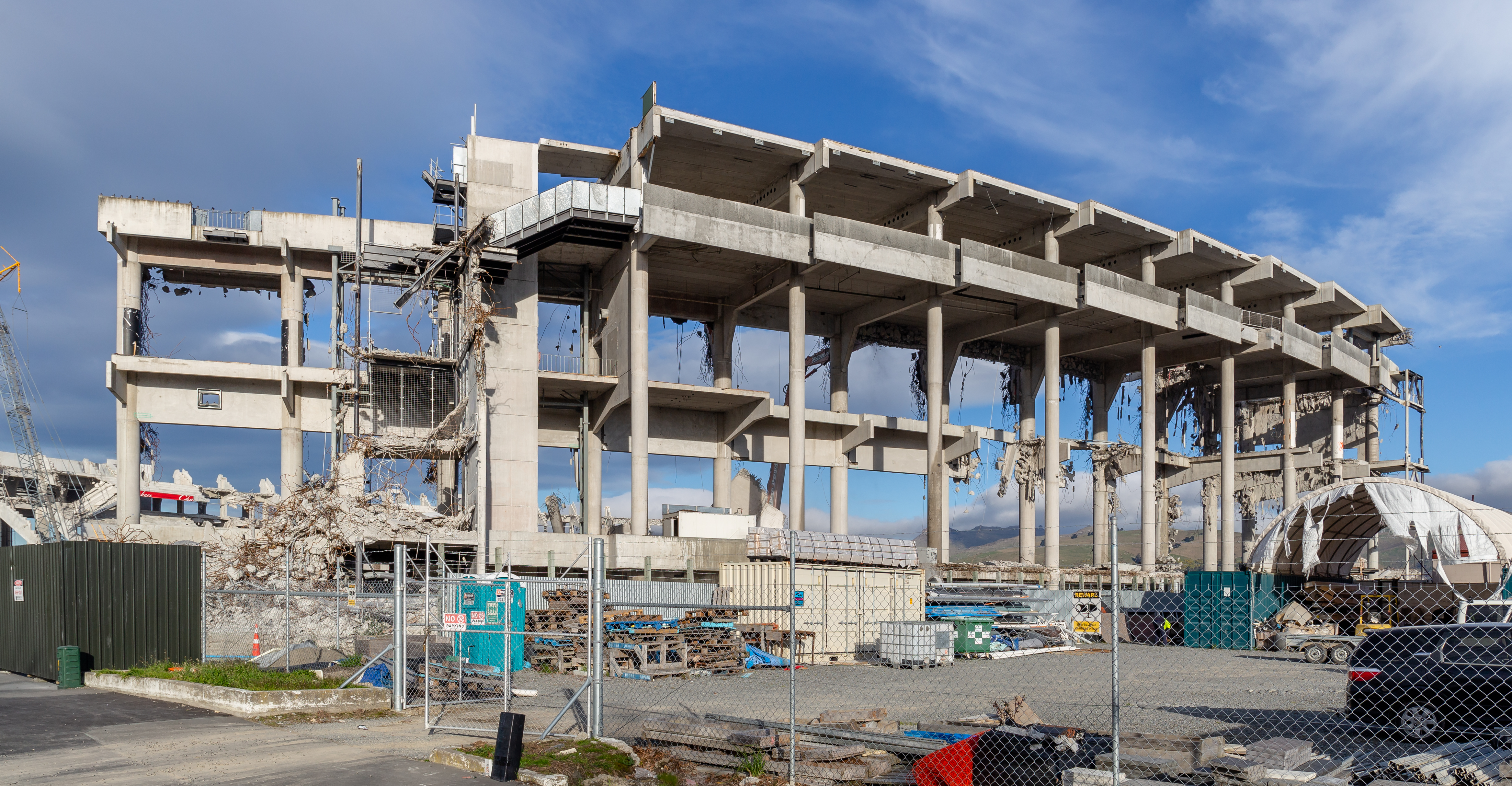
L'ormai quasi completamente demolito stadio ad agosto 2019

I lavori di smantellamento dell'impianto, propedeutici alla demolizione, iniziarono a giugno 2018 preceduti da una visita di commiato allo stadio da parte dei membri del consiglio d'amministrazione del Victoria Trust Park, proprietario della struttura; durante i 16 mesi che trascorsero dall'inizio dei lavori fino alla completa demolizione fu operato il salvataggio di quanto più materiale fosse possibile: per esempio durante lo smantellamento delle strutture mobili furono recuperati 30 000 seggiolini, riutilizzati nelle strutture della regione e del Paese; fu anche stabilito che l'area dello stadio, una volta liberata dalle macerie, ridiventi un parco pubblico con campi in erba per calcio, rugby e cricket e spazi d'aggregazione.
Le ultime strutture in cemento furono abbattute definitivamente il 15 ottobre 2019, giorno del 138º anniversario dell'inaugurazione dello stadio; l'unico manufatto a essere rimasto non interessato dalla demolizione è il Memorial Entrance Gate, struttura costruita come ingresso all'impianto nel 1919 a ricordo degli sportivi neozelandesi deceduti nella prima guerra mondiale.
Oltre alla sua funzione primaria di sede di eventi sportivi, Lancaster Park ospitò anche diversi concerti musicali nel corso della sua attività: due volte fu tappa di altrettanti tour degli irlandesi U2 (LoveTown Tour, 1989, e ZooTV Tour, 1993), così come di Tina Turner (What's Love? Tour, 1993, e Wildest Dreams Tour, 1987) e i Dire Straits (Brothers in Arms Tour, 1986, e On Every Street World Tour, 1991); tra gli altri gruppi e artisti lì esibitisi figurano i Deep Purple (Come Taste the Band Tour, 1975), Roger Waters (The Dark Side of the Moon Live, 2007) e i Pearl Jam (Backspacer Tour, 2009).

## Incontri internazionali di rilievo

### Rugby a 13
Lancaster Park ha ospitato solo 3 incontri internazionali di rugby a 13, tutti con la Nuova Zelanda come padrona di casa.
In tutte e tre le occasioni la squadra ospitata fu quella britannica, anche se nel 1920 sotto le insegne dell'Inghilterra.
| Arbitro: | A.E. Hooper |

|                                  |      |        |
| B. Stone (2) Bacon Hilton Parkin | mt   | Guiney |
| Gronow (2)                       | c.p. |        |

| Arbitro: | Steve Clark |

|                                  |    |              |
| Hoppe (2) Ellis Ngamu Ridge Wiki | mt | Betts Morley |
| Ridge (4)                        | tr | Goulding (2) |

| Arbitro: | Paul Simpkins |

|                   |      |             |
| Soliola Tony Webb | mt   | Ellis Tony  |
| S. Jones (3)      | tr   | Wellens (2) |
|                   | c.p. | McGuire     |

### Rugby a 15
Lancaster Park fu sede di 48 incontri interni degli All Blacks tra il 1913 e il 2010; singolarmente l'Australia fu il primo e l'ultimo avversario internazionale a scendere in campo in tale stadio, che vide la disputa di più di 30 tour europei nell'Emisfero Sud, 10 edizioni del Tri Nations e una della Coppa del Mondo, nel 1987, durante la quale ospitò 4 incontri, 3 nella fase a gironi e un quarto di finale.
Oltre ciò, ospitò quattro finali del Super Rugby, tutte vinte dalla compagine di casa dei Crusaders, nel 2002, 2005, 2006 e 2008.
| Arbitro: | David Burnett |

|                                  |      |                 |
| A. Whetton 50’ Gallagher 69’     | mt   |                 |
| Fox 50’, 69’                     | tr   |                 |
| Fox 19’, 25’, 36’, 56’, 58’, 64’ | c.p. | 28’ G. Hastings |